# 京西堂
株式会社京西堂（きょうさいどう）は、京都府京都市右京区西院東中水町11に本社を置く、医薬品卸売業であった。塩野義製薬系医薬品卸。現在はスズケンである。

## 概要
- 代表取締役社長 米倉英彦

## 沿革
- 1947年（昭和22年）7月4日創業
- 1998年（平成10年）7月に塩野義系の東京都の大森薬品・高田東栄薬品・宮城県のフタミ薬品・大阪府の天泉三丘薬品・大阪薬品・京都府の京西堂・和歌山県の和歌山薬品・鳥取県のサンコー薬品・徳島県のトクヤク・愛媛県の愛薬・福岡県の福岡薬品が合併しオオモリ薬品設立

## 営業所
- 京都府
  - 本社：京都府京都市
  - 京都北支店：京都府舞鶴市
- 滋賀県
  - 滋賀支店：滋賀県草津市
  - 湖北支店：滋賀県彦根市
- 和歌山県
  - 和歌山支店：和歌山県田辺市

## 主な取引メーカー
- 塩野義製薬